# Johann Jacob Roemer
Johann Jacob Roemer (Zurigo, 8 gennaio 1763 – Zurigo, 15 gennaio 1819) è stato un botanico e medico svizzero.
Römer fu professore di botanica e direttore dell'Alter Botanischer Garten Zürich (Antico Giardino Botanico di Zurigo). Il genere Roemeria, della famiglia delle Papaveraceae è stato denominato dal suo cognome.

## Biografia
Dal 1784 studiò medicina e biologia presso l'Università Georg-August di Gottinga e si laureò in medicina nel 1786 con una tesi in ginecologia. Nel 1788 Römer divenne membro della Società Svizzera di Scienze Naturali e praticò la professione medica in Zurigo, nella quale tuttavia non ebbe successo. Ebbe quindi un impiego come medico alla Zürcher Siechenhaus.
Durante gli anni della rivoluzione, dal 1799 al 1803, Römer uscì dal corpo insegnante di questa organizzazione e nel 1804 riprese la sua posizione di professore, quando quest'Istituto divenne cantonale. Qui esercitò la sua professione fino alla morte.
il 31 gennaio 1803 divenne Socio dell'Accademia delle Scienze di Torino.

## L'attività di botanico
Insieme al botanico austriaco Josef August Schultes egli pubblicò la 16ª edizione del  Systema Vegetabilium di Carl von Linné. La pianta Adenium obesum ssp. obesum era già stata descritta e denominata da Pehr Forsskål, ma Römer e Schultes riuscirono per primi a inserirla validamente nella sistematica.
Nel 1793 Römer fu scelto come membro esterno dell'Accademia reale svedese delle scienze, nel 1808 divenne membro corrispondente dell'Accademia bavarese delle scienze.
Insieme a Paul Usteri fondò la rivista Magazin für die Botanik (Rivista di Botanica). Nel 1797 
Römer divenne Direttore del Giardino Botanico di Zurigo e presiedette infine la Commissione della Società di Ricerche naturali di Zurigo.

## Opere
(in lingua tedesca, salvo diverso avviso)
- Magazin für die Botanik Bände 1-4; 1787-1791. Fortgesetzt als Neues Magazin für die Botanik.
- Genera insectorum Linnaei et Fabricii iconibus illustrata. Vitoduri Helvetorum (Winterthur), apud Henric. Steiner, 1789, Template:URN
- Flora Europaea inchoata, Norimbergae [Nürnberg], 14 fasc. 1797-1811.
- Encyclopädie für Gärtner und Liebhaber der Gärtnerei, 1797
- Collecteana ad Omnem rem Botanicam Spectantia Partim e Propriis, Partim ex Amicorum Schedis Manuscriptis Concinnavit et Edidit J. J. Roemer, M.D. Turici [Zurich] (1806-1810).
- Versuch eines möglichst vollständigen Wörterbuchs der botanischen Terminologie. 1816.
- Systema vegetabilium (ed. 16) 7 vols. - 1817-1830 (Mantissa in volumen secundum systematis vegetabilium Caroli a Linné, zusammen mit Joseph August Schultes).